# Carolina Liar
 (août 2011).
Si vous disposez d'ouvrages ou d'articles de référence ou si vous connaissez des sites web de qualité traitant du thème abordé ici, merci de compléter l'article en donnant les références utiles à sa vérifiabilité et en les liant à la section « Notes et références ».
Carolina Liar est un groupe de rock américain basé hors de Los Angeles. Le chanteur Chad Wolf est originaire de Charleston (Caroline du Sud) mais la bande et la plupart de ses membres sont originaires de la Suède. 
La bande est bien connue pour les chansons « I’m Not Over » et « Show Me What I’m Looking For » de l’album Coming to Terms sorti en 2008, produit par les producteurs suédois Martin « Max Martin » Sandberg, Tobias Karlsson et Johan Schuster.
Le 3 mars 2009, le single « Show Me What I’m Looking For » était disponible sur la plateforme de téléchargement légal iTunes Music Store comme le single gratuit de la semaine aux États-Unis. Leur dernier album, Wild Blessed Freedom, est sorti le 27 septembre 2011. La chanson « Drown » qui y figure est déjà diffusée sur YouTube.
Leurs chansons sont apparues dans plusieurs séries comme Gossip Girl, 90210, Les Frères Scott, Greek, …
Les membres du groupe sont les suivants : 
- Chad Wolf – chanteur et guitare
- Johan Carlsson – clavier
- Jim Almgren Gândara – guitare
- Rickard Göransson – guitare
- Max Grahn – tambours
- Erik Hääger – basse
- Randy Lane – tambours (remplaçant)